# Nadzór pedagogiczny
Nadzór pedagogiczny – zgodnie z art. 55 ust. 1 ustawy z dnia 14 grudnia 2016 r. – Prawo oświatowe (Dz.U. z 2021 r. poz. 1082) – „polega na: 1) ocenianiu stanu i warunków działalności dydaktycznej, wychowawczej i opiekuńczej szkół, placówek i nauczycieli; 2) analizowaniu i ocenianiu efektów działalności dydaktycznej, wychowawczej i opiekuńczej oraz innej działalności statutowej szkół i placówek; 3) udzielaniu pomocy szkołom, placówkom i nauczycielom w wykonywaniu ich zadań dydaktycznych, wychowawczych i opiekuńczych; 4) inspirowaniu nauczycieli do innowacji pedagogicznych, metodycznych i organizacyjnych.” Szczegółowe zasady nadzoru pedagogicznego określone zostały w rozporządzeniu Ministra Edukacji Narodowej  w sprawie nadzoru pedagogicznego (Dz.U. z 2024 r. poz. 15).
Nadzór pedagogiczny dzieli się na nadzór o charakterze zewnętrznym i wewnętrznym.

## Organy nadzoru pedagogicznego o charakterze zewnętrznym
- kuratorzy oświaty
- minister właściwy do spraw oświaty i wychowania
- minister właściwy do spraw kultury i dziedzictwa narodowego
- minister właściwy do spraw rolnictwa
- minister właściwy do spraw środowiska
- minister sprawiedliwości
- minister właściwy do spraw transportu

Ministrowie inni niż minister właściwy do spraw oświaty i wychowania sprawują nadzór pedagogiczny wyłącznie nad podlegającymi im szkołami i placówkami oświatowymi (tzw. szkoły i placówki resortowe).

## Organy nadzoru pedagogicznego o charakterze wewnętrznym
- dyrektor szkoły
- dyrektor placówki oświatowej

## Nadzór pedagogiczny sprawowany przez kuratora oświaty
Nadzorem pedagogicznym w danym województwie zajmuje się kurator oświaty, który ustanawia również delegatury kuratorium oświaty.
Typowe zadania wydziału kuratorium oświaty do spraw nadzoru pedagogicznego:
1. sprawowanie nadzoru pedagogicznego nad publicznymi i niepublicznymi przedszkolami, przedszkolami specjalnymi, szkołami podstawowymi, gimnazjami, szkołami ponadgimnazjalnymi, szkołami i placówkami kształcenia specjalnego, poradniami psychologiczno-pedagogicznymi;
2. sprawowanie nadzoru pedagogicznego nad nauczaniem przedmiotów ogólnokształcących w szkołach resortowych;
3. sprawowanie nadzoru pedagogicznego nad publicznymi i niepublicznymi szkołami działającymi w placówkach opiekuńczo-wychowawczych;
4. opiniowanie arkuszy organizacyjnych nadzorowanych szkół i placówek;
5. współdziałanie z jednostkami samorządu terytorialnego w projektowaniu sieci publicznych szkół i placówek;
6. koordynowanie działań w zakresie:
  - wychowania i profilaktyki,
  - regionalizmu,
  - ekologii,
  - wychowania komunikacyjnego,
  - kształcenia obywatelskiego,
  - edukacji prozdrowotnej,
  - edukacji prorodzinnej,
  - nauczania religii w szkołach i placówkach,
  - kształcenia integracyjnego,
  - przestrzegania praw dziecka i praw ucznia,
  - udzielania pomocy psychologiczno-pedagogicznej oraz organizowania pomocy profilaktyczno-wychowawczej,
  - działalności pozalekcyjnej i pozaszkolnej, sportu szkolonego, krajoznawstwa i turystyki,
  - pomocy materialnej dla uczniów,
  - stypendiów dla uczniów,
  - zapewnienia uczniom bezpiecznych i higienicznych warunków nauki, wychowania i opieki,
  - indywidualnego toku nauki,
  - współpracy z ochotniczymi hufcami pracy,
  - legalizacji i nostryfikacji świadectw oraz wydawania duplikatów,
  - kształcenia ogólnozawodowego, zawodowego i ustawicznego, w tym dokształcania pracowników młodocianych,
  - kształcenia i zatrudniania cudzoziemców,
  - rekrutacji do szkół ponadgimnazjalnych,
  - nauczania języków obcych,
  - edukacji europejskiej.